# Ligne de Sélestat à Saverne
La ligne de Sélestat à Saverne est une ligne de chemin de fer française, à voie normale, qui parcourt le piémont des Vosges et le vignoble alsacien entre les gares de Saverne et de Sélestat, deux sous-préfectures du Bas-Rhin. La section entre Saverne et Molsheim est déclassée et déposée. Seule subsiste la ligne entre Molsheim et Sélestat.
Elle constitue la ligne n°111 000 du réseau ferré national.
Dans l'ancienne nomenclature de la région Est de la SNCF, cette ligne était divisée en deux sections qui étaient numérotées « ligne 17 » pour la « ligne Sélestat – Molsheim (Strasbourg) » et « ligne 17.3 » pour la « ligne  Saverne - Molsheim ».

## Historique
Par une convention signée avec le ministre des Travaux Publics le 1er mai 1863, la Compagnie des chemins de fer de l'Est reçoit la concession de la section entre Barr et Wasselonne. Cette convention est approuvée par décret impérial le 11 juin 1863.

### Ouverture
La ligne est ouverte en trois étapes entre 1864 et 1877 :
- la section Molsheim - Barr est mise en service le 29 septembre 1864[5] en même temps que la ligne de Strasbourg à Molsheim[6] ;
- la section Molsheim - Wasselonne est ouverte le 15 décembre 1864[7] ;
- les sections de Barr à Sélestat et de Wasselonne à Saverne sont ouvertes le 1er août 1877 par la Direction générale impériale des chemins de fer d'Alsace-Lorraine[8],[9].

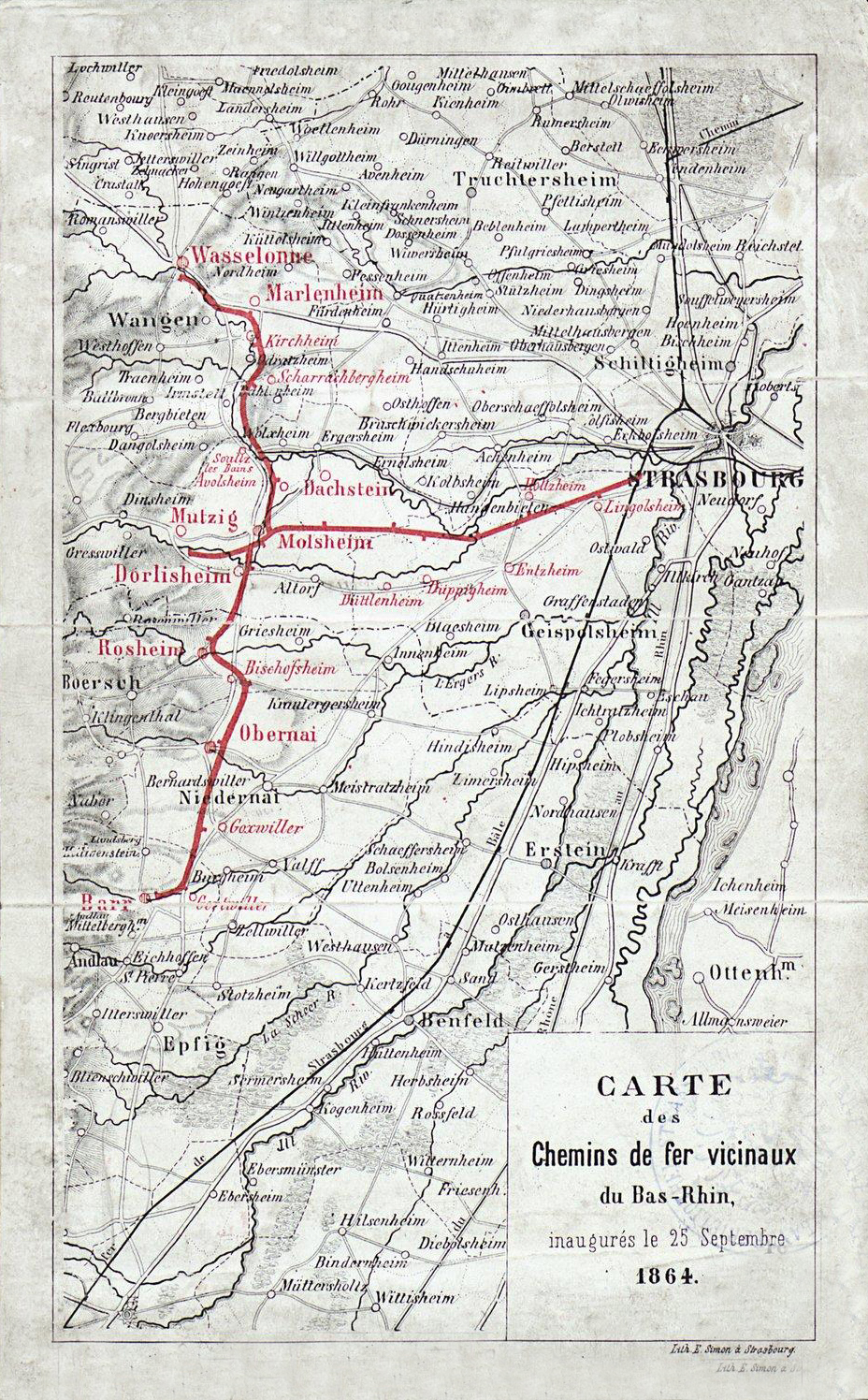
Chemins de fer vicinaux du Bas-Rhin inaugurés le 25 septembre 1864.

En 1880, une section en remblai est réalisée face à la gare de Molsheim avec des quais surélevés : la gare haute. Elle se prolonge par un saut-de-mouton permettant de ne pas cisailler la ligne menant à Strasbourg.
Un dépôt de munitions pouvant accueillir une batterie d'artillerie lourde sur voie ferrée est construit à Romanswiller en 1926. Il est raccordé à la ligne par un double embranchement en amont et en aval de la gare de la commune.
La ligne entre Molsheim et Saverne est mise à double voie en 1932 puis remise à voie unique en 1948.

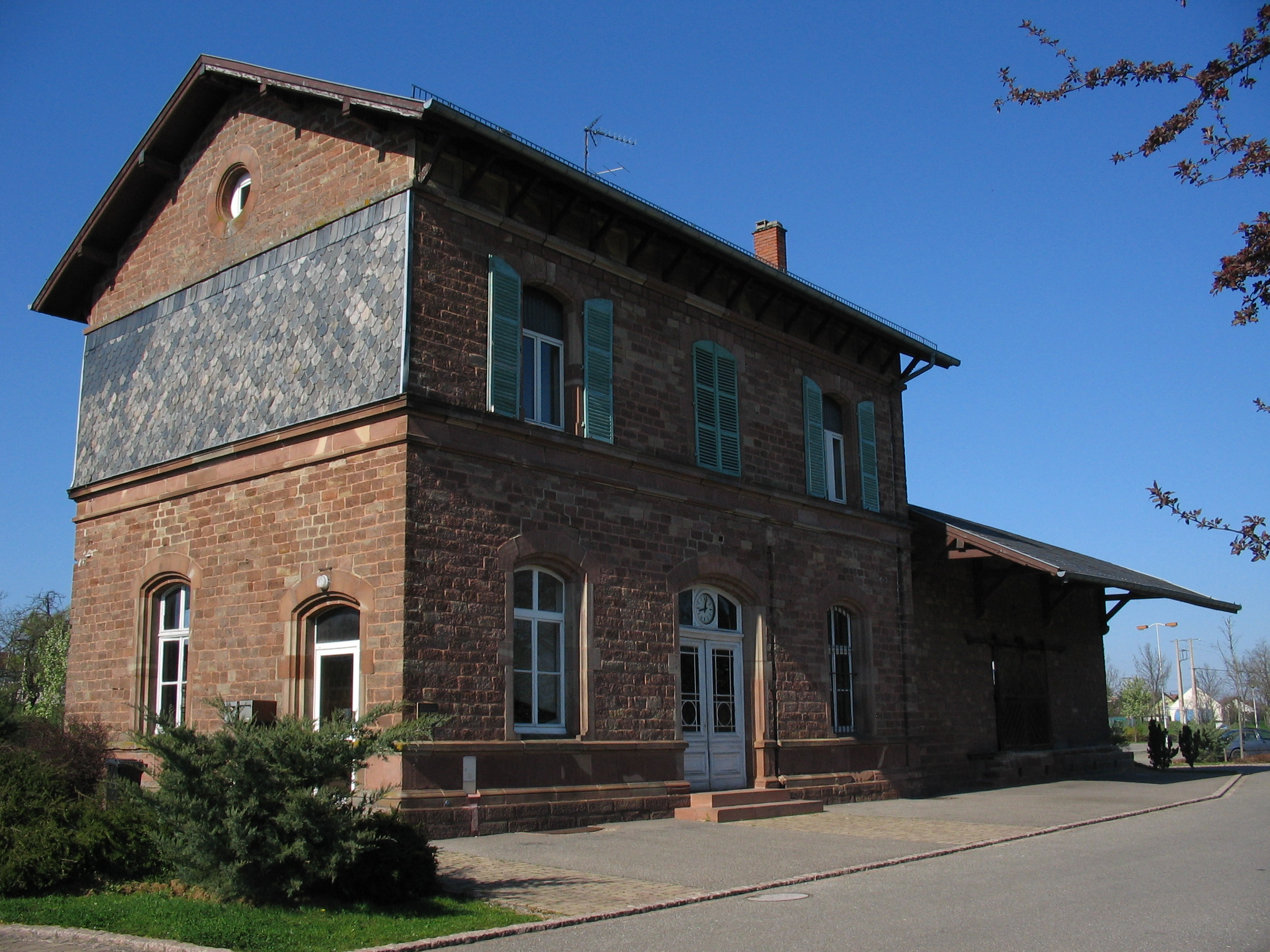
L'ancienne gare d'Otterswiller, sur la section de Wasselonne à Saverne.

### Fermeture partielle

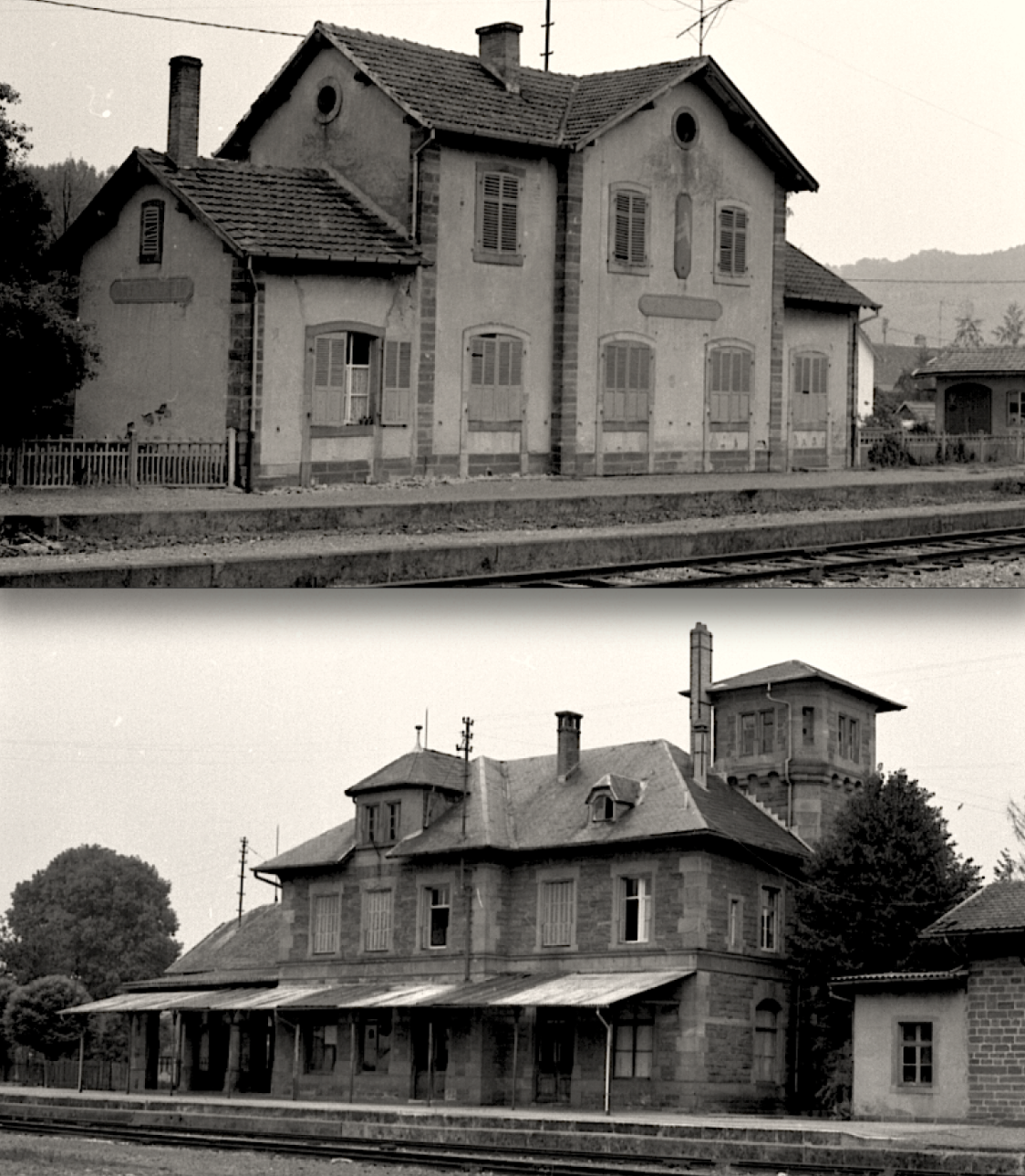
Les deux bâtiments successifs de la gare de Wasselonne (1864 et 1904) en 1975.

Le raccordement de Saverne (ligne n° 111 064 du réseau ferré national), qui permettait de rejoindre la ligne Paris - Strasbourg en direction de Strasbourg évitant un rebroussement en gare de Saverne, a été déclassé du PK 0,137 au PK 0,598 le 19 octobre 1967.
La ligne de Molsheim à Saverne est fermée au service voyageurs le 3 mars (ou le 30 mai) 1969. Les voies desservant la gare haute de Molsheim sont déclassées dans la foulée.
Le déclassement s'effectue en plusieurs étapes. La section Romanswiller - Marmoutier (PK 52,100 à 56,600) est déclassée le 14 janvier 1972. La section Marmoutier - Otterswiller (PK 56,600 à 61,300) est déclassée le 17 septembre 1980.
La voie entre Otterswiller et Marmoutier est déposée en février 1984.
Le dépôt de munitions de Romanswiller, alors géré par le 153e régiment d'infanterie, est fermé en 1986. Le service marchandises entre Molsheim et Romanswiller subsiste jusqu'en 1988 principalement pour la desserte d’un dépôt des Comptoirs agricoles.
En 1988, une équipe de passionnés a fait circuler un train touristique tracté par la locomotive à vapeur BR 80 346 (de) prêtée par une association allemande. Le « Train Touristique de la Vallée de la Mossig » effectua son premier trajet entre Molsheim et Romanswiller le 15 mai 1988. Un second voyage fut organisé le 15 août 1988. L'initiative ne s'est toutefois pas renouvelée car la SNCF demanda un loyer trop élevé pour l'utilisation de la ligne par l'association.
La section Otterswiller - Saverne (PK 61,300 à 63,900) est finalement déclassée le 22 février 1991  suivie par la section Molsheim - Romanswiller (PK 33,747 à 52,100) le 25 février 1993.

### Projet de tram-train
Il était prévu que la section de Molsheim à Barr soit intégrée dans le projet de tram-train du piémont des Vosges. La première phase de ce projet s'est concrétisée durant l'année 2009 par la mise en place d'un quasi-cadencement de la desserte à la demi-heure jusqu'à Obernai et à l'heure après. La seconde phase consistait à électrifier la ligne. Le projet est abandonné en 2013 en raison du cout, jugé trop important, de la création d'un tunnel sous la gare de Strasbourg.

## Caractéristiques

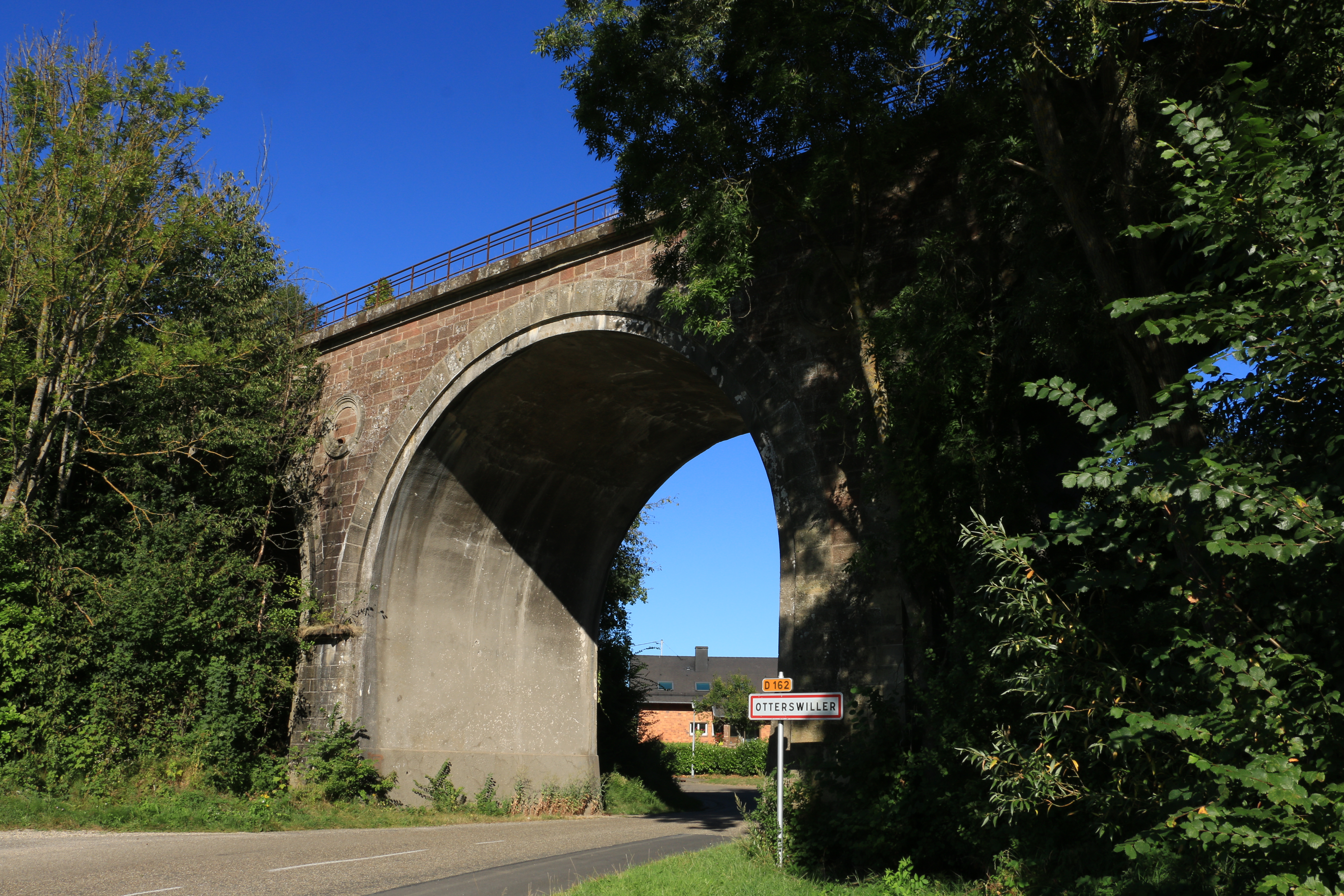
Le viaduc d'Otterswiller.

De nos jours, seule la section de ligne entre Sélestat et Molsheim est encore exploitée. Entre Molsheim et Romanswiller, la plate-forme a été transformée en piste cyclable. À Molsheim, il subsiste des vestiges de l'ancien saut-de-mouton au-dessus de la ligne de Strasbourg-Ville à Saint-Dié. À Saverne, il reste environ 1 km de voie, en direction de Molsheim, jusqu'à l'embranchement particulier de l'usine Haemmerlin. La plupart des anciens bâtiments voyageurs existent toujours et sont devenus des habitations privées. Parmi les autres vestiges encore existants de l'ancienne ligne, citons le tunnel de Singrist et le viaduc d'Otterswiller.
En gare de Molsheim, elle croise la ligne de Strasbourg-Ville à Saint-Dié et rejoint la ligne de Strasbourg-Ville à Saint-Louis, ainsi que l'ancienne ligne de Sélestat à Lesseux - Frapelle, à Sélestat.
La ligne fonctionne entièrement en voie banalisée (VB), avec l'aménagement de voies d’évitement dans les principales gares (comme Rosheim, Obernai ou Barr) pour les croisements. Côté signalisation, le block automatique à permissivité restreinte (BAPR) a été installé en 1996 de Molsheim à Obernai. Par la suite, des travaux de modernisation de la ligne ont permis l'installation du BAPR de Sélestat à Obernai et du BAL d'Obernai à Molsheim. 
La gare de Rosheim est l'origine de la ligne de Rosheim à Saint-Nabor qui desservait les Carrières d'Ottrott-Saint-Nabor. Cette ancienne ligne n'est plus exploitée depuis 2002.
Les installations de sécurité ont été modernisées dans les principales gares (en particulier Obernai et Rosheim) dans le cadre de la première phase du tram-train (avec pour objectif principal une plus grande souplesse dans la gestion des points de croisement). La ligne a aussi bénéficié d'un renouvellement-voie-ballast (RVB) entre Rosheim et Obernai. 
Parallèlement à cette évolution de signalisation, la télécommande des installations de voie (aiguillages,…) a été mise en place depuis le PIPC de la gare de Molsheim, ce qui a notamment entrainé la fin de la présence d'un agent de circulation à Rosheim.
SNCF réseau a rénové 17km de voie entre Barr et Sélestat entre 2017 et 2018. La ligne a été interrompu du 25 juin au 31 août 2018 entre ces 2 gares.
Une première phase en 2017
- du 26 juin au 30 août
- du 23 octobre au 4 novembre
- du 6 novembre au 8 décembre
Une deuxième phase en 2018
- du 25 juin au 31 aout
- du 20 octobre au 4 Novembre
2017 : LA 1ÈRE PHASE DES TRAVAUX
+ Renouvellement de la voie avec la pose de longs
rails soudés, de traverses en béton et de ballast neuf sur une
épaisseur suffisante : 7 km de voies ont retrouvé une bonne
qualité de roulement et offrent un plus grand confort pour les
voyageurs.
+ Mise en accessibilité des quais (côté bâtiment
voyageurs) des gares d’Epfig et de Barr. Les quais ont été
rallongés jusqu’à 185 m pour pouvoir accueillir des autorails
Régiolis en rames doubles. L’allongement et le rehaussement
des quais permettent une meilleure accéssibilité à tous les
voyageurs ainsi qu’aux personnes à mobilité réduite, avec
notamment un accès de plain-pied aux trains.
+ Suppression de la limitation permanente de
vitesse à 40 km/h et le rétablissement de la vitesse à 80 km/h
sur 7 km.
+ Travaux d’ouvrages d’art et d’ouvrages en terre

2018 : la deuxième phase de travaux 
Du 25 juin au 31 août 2018 :
+ Renouvellement de 10 km de voie
+ Mise en accessibilité des quais : travaux de reconstruction et d’allongement des quais
de Scherwiller et Eichoffen à une longueur de 185 m
+ Suppression de la limitation permanente de vitesse à 60 km/h et le rétablissement
de la vitesse à 80 km/h sur 10 km
+ Automatisation du passage à niveau n°13 et suppression du passage à niveau n°14
sur la commune Dambach-La-Ville
Du 20 octobre au 04 novembre 2018 :
+ Travaux de reconstruction et d’allongement du quai central de Barr à une longueur
de 185 m
+ Travaux de rétablissement des dispositifs d’écoulement des eaux (fossés
longitudinaux, fossés latéraux, buses, collecteurs) sur 10 km
Ces travaux ont eu lieu principalement de jour, afin de limiter les nuisances sonores engendrées par le chantier.
LES CHIFFRES CLÉS DU CHANTIER (2017-2018)
Les travaux représentent :
17 km de voie renouvelée
34 km de rails
29 000 traverses
35 000 tonnes de ballast
6 quais modernisés
30 agents mobilisés sur ce chantier.

## Trafic
Aujourd'hui, la ligne est principalement utilisée par les trains TER Grand Est. Elle est parcourue par des autorails X 76500 et B 82500, mais aussi par des rames réversibles régionales (RRR) couplées avec des BB 67400.
La ligne connait aussi un trafic fret assez important. En effet, elle permet la desserte de l'embranchement de la brasserie Kronenbourg (dite K2) à Obernai. En 2021, les expéditions sont réalisées par Captrain France et le flux de bouteilles vides est assuré par Europorte. Les deux entreprises utilisent des BB 61000.
Le ferrailleur de Rosheim a cessé ses expéditions ferroviaires le 31 mars 2008 à la suite de la réduction des activités de wagon isolé de Fret SNCF.